# 圣日耳曼德马蒂尼
圣日耳曼德马蒂尼（法語：Saint-Germain-de-Martigny，法語發音：[sɛ̃ ʒɛʁmɛ̃ də maʁtiɲi] ⓘ）是法国奥恩省的一个市镇，属于莫尔塔涅欧佩什区。

## 地理
圣日耳曼德马蒂尼（48°35'20"N, 0°27'43"E）面积3.89 平方千米，位于法国诺曼底大区奧恩省，该省份为法国西北部内陆省份，北起顺时针与卡爾瓦多斯省、厄尔省、厄尔-卢瓦省、萨尔特省、马耶讷省和芒什省接壤。
与圣日耳曼德马蒂尼接壤的市镇（或旧市镇、城区）包括：圣旺德塞什鲁夫尔、奥埃讷河畔巴佐什、萨尔特河畔尚波、圣欧班德库特赖。

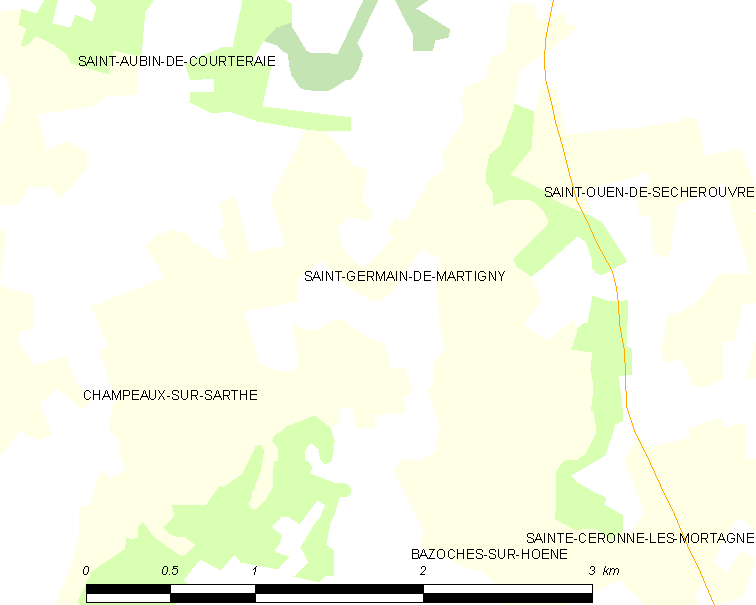
圣日耳曼德马蒂尼的OSM定位图

圣日耳曼德马蒂尼的时区为UTC+01:00、UTC+02:00（夏令时）。

## 行政
圣日耳曼德马蒂尼的邮政编码为61560，INSEE市镇编码为61396。

## 政治
圣日耳曼德马蒂尼所属的省级选区为莫尔塔涅欧佩什县。

## 人口

1962-2008年间圣日耳曼德马蒂尼人口变化图示

圣日耳曼德马蒂尼于2022年1月1日时的人口数量为83人。